# Họ Ngài hoàng đế
Họ Ngài hoàng đế (tên khoa học: Saturniidae) là một họ ngài trong bộ Cánh vẩy, gồm khoảng 1.300 đến 1.500 loài đã được miêu tả trên toàn cầu. Một số tên khác của họ này là bướm ma, bướm bà, ngài tằm lớn.
Con trưởng thành có kích thước lớn, cơ thể nặng nề được phủ bởi các lông, cánh chia thùy, miệng tinh giảm, và đầu nhỏ. Chúng thiếu một nếp nhưng cánh sau lấp lên cánh trước tạo ra hiệu ứng tương tự không có sự chia đôi cánh trước và sau. Các loài bướm này thỉnh thoảng có màu sáng và các đốm dạng mắt nhiều màu sắc trên cánh.

## Hệ thống phân loại và tiến hóa
Danh sách dưới đây liệt kê các phân họ theo phân loại phân tử từ cổ nhất đến hiện đại, bao gồm một vài chi và loài nổi tiếng.
- Phân họ Oxyteninae
  - Oxytenis
- Phân họ Cercophaninae
- Phân họ Arsenurinae (10 chi, Tân nhiệt đới)
  - Paradaemonia Bouvier, 1925

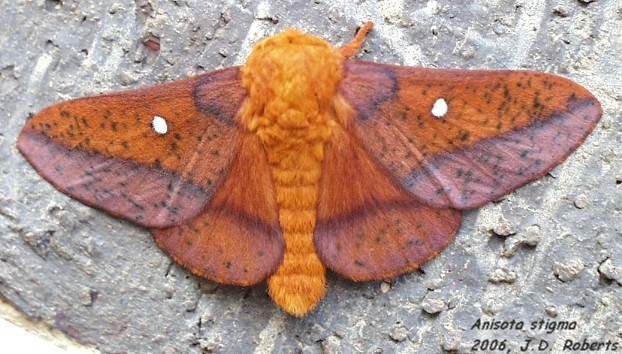
Anisota stigma (Ceratocampinae)

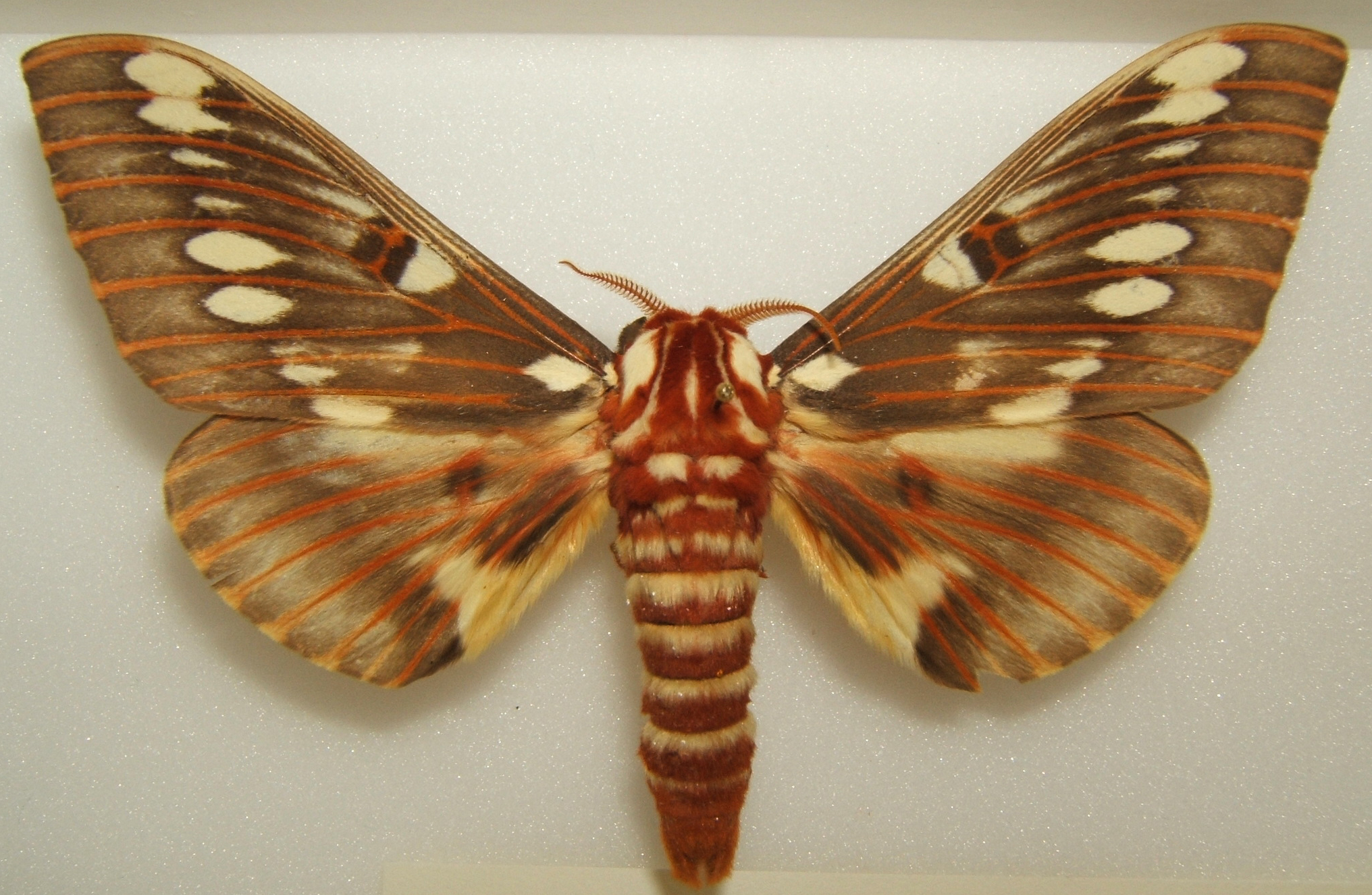
Con đực Citheronia splendens (Ceratocampinae)

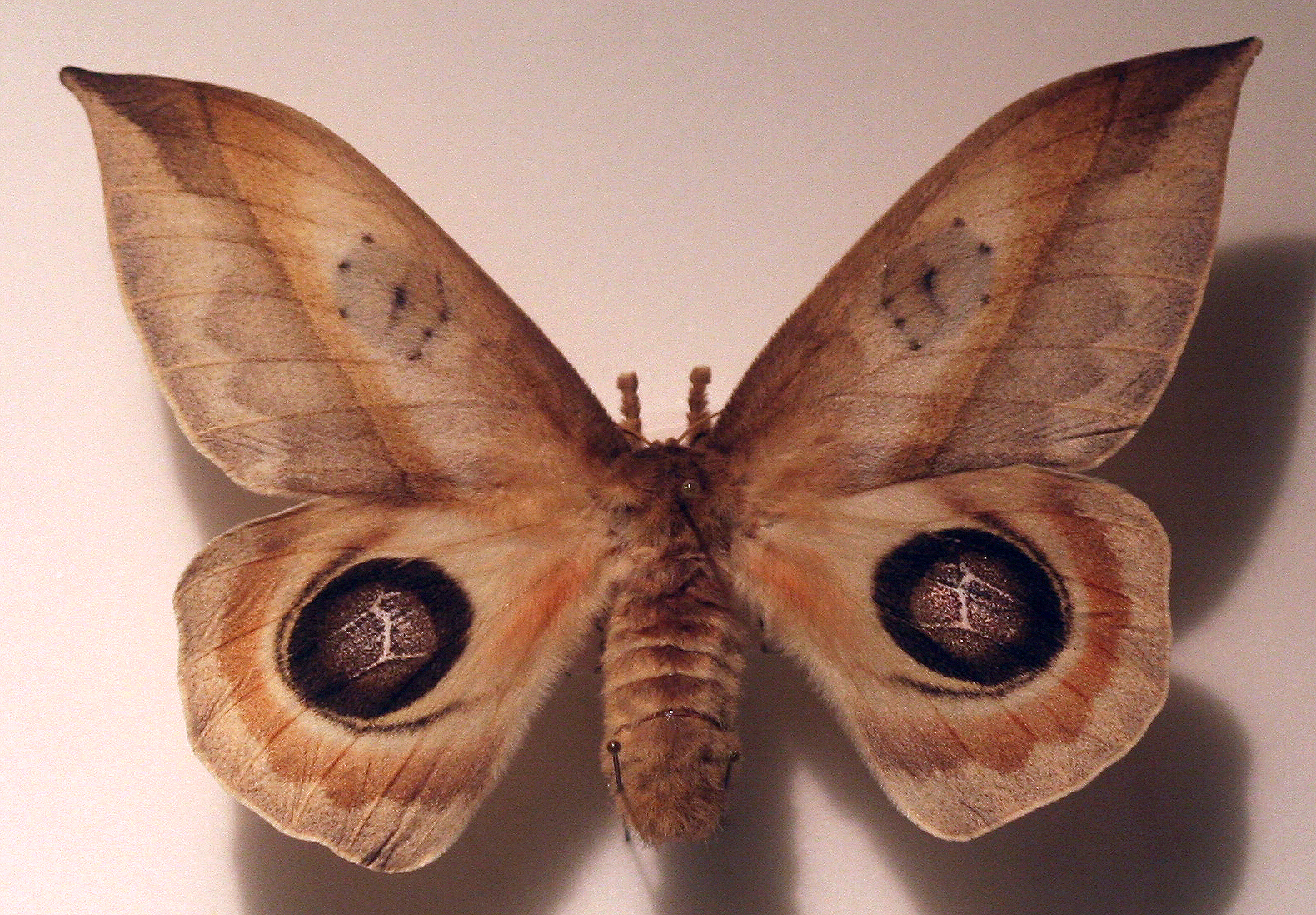
Automeris metzli (Hemileucinae)

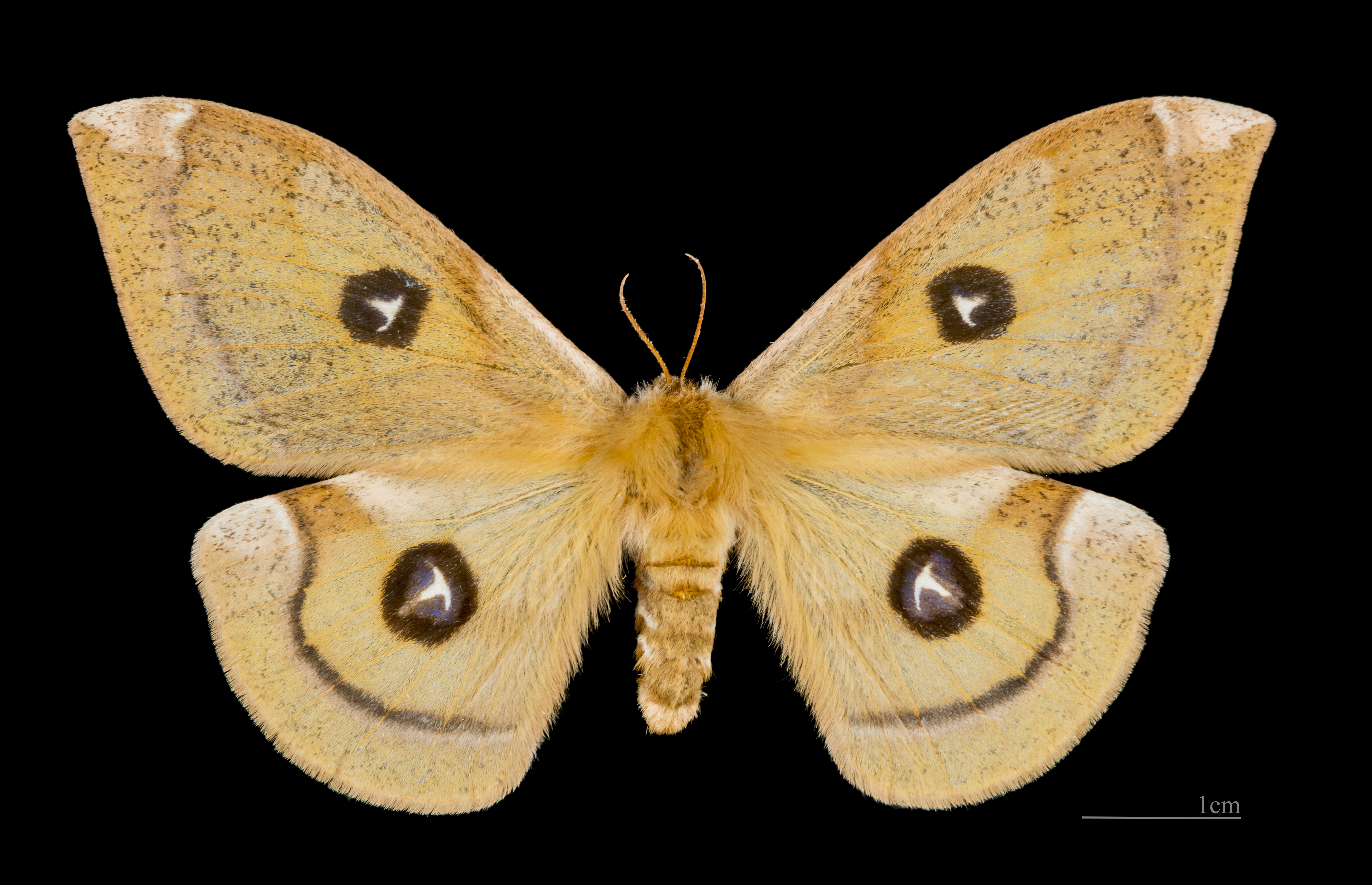
Con cái Aglia tau, Agliinae)

- Phân họ Ceratocampinae (27 chi, châu Mỹ)
  - Adeloneivaia
  - Anisota
    - Anisota senatoria

  - Citheronia
    - Citheronia azteca
    - Citheronia lobesis
    - Citheronia regalis
    - Citheronia sepulcralis

  - Dryocampa
    - Dryocampa rubicunda

  - Eacles
    - Eacles imperialis

  - Sphingicampa
  - Syssphinx
- Phân họ Hemileucinae (51 chi, châu Mỹ)
  - Automeris
    - Automeris io

  - Coloradia
  - Hemileuca
    - Hemileuca nevadensis
    - Hemileuca maia

  - Lonomia
  - Ormiscodes
- Phân họ Agliinae (đơn chi)
  - Aglia
    - Aglia tau
- Phân họ Ludiinae (8 chi, châu Phi)
- Phân họ Salassinae (đơn chi, nhiệt đới)
  - Salassa
- Phân họ Saturniinae (hơn 70 chi, vùng nhiệt đới và ôn đới)